# Карел Градецький
Карел Градецький (чеськ. Karel Hradecký) — чеський футболіст, що грав на позиції нападника.

## Футбольна кар'єра
Виступав у команді «Спарта» (Прага), у складі якої був учасником матчів кубка милосердя 1906 і 1907 років. Став автором історичного першого голу «Спарти» у дербі зі «Славією». У 1907 році команди зіграли внічию з рахунком 2:2, а Градецький забив обидва голи своєї команди.
У складі збірної Богемії зіграв один матч у 1907 році. Богемія поступилась 2:5 збірній Угорщини.